# Шакара дас Камелиас (стадион)
Ша́кара дас Каме́лиас (порт.-браз. Chácara das Camélias) — бывший футбольный стадион в Бразилии, располагавшийся в городе Порту-Алегри, штат Риу-Гранди-ду-Сул.

## История
Стадион Шакара дас Камелиас был открыт в 1923 году, как основной стадион клуба «Фуссбалл». Он был построен в районе Менину Деус в Порту-Алегри. Шакара дас Камелиас стал первым специально построенным стадионом в городе. Он заменил для «Фуссбалла» поле, расположенное на улице Флореста. Шакара дас Камелиас первым в Порту-Алегри получил искусственное освещение. Также у стадиона была построена штаб-квартира «Фуссбалла».
В 1942 году стадион был продан клубу «Насьонал» из-за больших финансовых проблем «Фуссбалла». Сумма сделки составила 178 тысяч крузейро. К середине 1950-х стадион морально и физически устарел, более того, у «Насьонала» не было денег на поддержку её содержания. А в 1958 году сам клуб прекратил свою деятельность. Долгое время стадион был заброшенным, вплоть до 1971 года, когда его ликвидировали. А землю купила компания, владевшая сетью супермаркетов.

## Клубы
Клубы, использовавшие Шакара дас Камелиас в качестве «домашнего» стадиона.
| Клубы                     |
| ------------------------- |
| Фуссбалл (Порту-Алегри)   |
| Интернасьонал             |
| Крузейро (Порту-Алегри)   |
| Гремио                    |
| Нову-Амбургу              |
| Вилла Нова (Порту-Алегри) |
| Гремио Форса-е-Лус        |
| Реннер                    |
| Сан-Жозе (Порту-Алегри)   |
| Насьонал (Порту-Алегри)   |
| Жерал (Порту-Алегри)      |
| Гремио Лоуренсиано        |
| Гуарани (Алегрети)        |
| Гремио Сантаненсе         |
| Итапуи                    |